# Attività istruttoria
L'attività istruttoria è la fase processuale prevista dalla legge volta alla ricognizione e valutazione degli elementi rilevanti per la decisione finale.
La fase istruttoria del procedimento penale è quella che comprende tali attività. Essa è presente nella generalità dei procedimenti.

## Caratteristiche
Nel procedimento giurisdizionale o processo l'attività istruttoria, con la quale il giudice individua la realtà dei fatti, precede l'attività di trattazione posta in essere per l'individuazione della disciplina giuridica applicabile. Nella fase istruttoria del processo si svolgono indagini e si acquisiscono prove e informazioni utili ai fini del giudizio, per potere arrivare ad una fase successiva dibattimentale o decisoria.

## Italia
In Italia la fase istruttoria è prevista solo per il diritto processuale civile, dato che in quello penale la figura del giudice istruttore è stata soppressa nel 1988 in favore del Giudice per le indagini preliminari e del Giudice dell'udienza preliminare: più corretto è, quindi, parlare di indagini preliminari ed udienza preliminare.

### Processi amministrativi
Le indagini preliminari e l'udienza preliminare sono due differenti fasi del processo amministrativo. La presenza però dell'amministrazione che è parte ma posta in una posizione diversa rispetto al privato ricorrente, fa sì che generalmente non vi sia disaccordo sulla ricostruzione dei fatti. Non è corretto però affermare che nel processo amministrativo non vi sia attività istruttoria perché, se bene pacifica, essa deve comunque essere ricostruita dal giudice.
Elemento centrale dell'attività istruttoria è la prova, il cui onere, sulla base del principio generale, grava sul ricorrente. Rispetto alla pubblica amministrazione che si pone in una posizione di supremazia, appare evidente come una situazione di questo tipo potrebbe pregiudicare la posizione del privato. A questo va aggiunto che il privato non ha nella disponibilità la documentazione relativa al procedimento concernente l'atto impugnato. Per queste ragioni nel diritto amministrativo è stato accolto quello che viene definito principio di prova per il quale il privato assolve l'onere della prova semplicemente con una ragionevole rappresentazione della realtà nell'atto introduttivo. Tale principio possiamo ritenere valga senza riserve quando si è in presenza di un interesse legittimo. Alcune correnti giurisprudenziali ritengono che nel caso di diritti soggettivi, dove quindi la posizione tra amministrazione e privato è di formale parità, tale principio non possa trovare applicazione e lasci spazio al normale principio dell'onere della prova.
Inoltre gli atti dell'attività istruttoria sono posti sotto quello che viene detto segreto istruttorio che non li rende pubblicabili finché l'autorità giudiziaria non li rende noti all'imputato.

### Spese di istruttoria
Non esistono regole che valutano un valore proporzionale delle spese di istruttoria rispetto al .
Spesso le spese risultano non adeguate, soprattutto quando riguarda piccoli prestiti, visto che la percentuale di spesa non differisce fra i vari capitali e quindi risulterà alta. Non esistendo limiti, è a facoltà di chi emette il prestito regolare anche le spese (e quindi potranno essere smisurate o adeguate). Ma al contempo si potrebbe considerare il TAEG a monte e quindi il possibile guadagno per coprire future possibili spese sostenute per la pratica.